# Суперкуп Мађарске у фудбалу 2012.
Финале Мађарског купа 2012. је било 16. издање Суперкупа, који је годишња утакмица између шампиона НБ I и освајача Купа Мађарске. Сусрет је одигран 11. јула 2012. између екипа Фехервара и Дебрецина.
Пошто је ДВШК победио у обе серије (куп и шампионат), према саопштењу Мађарског фудбалског савеза, за куп су играли против другопласиоране екипе из регуларног прволигашког такмичења, Видеотона.
Трофеј је освојио тим Секешфехервара, чиме је постао победник шеснаестог издања Суперкупа Мађарске. Видеотон је по други пут у својој историји освојио Суперкуп, а постали су и први победник који те године није освојоп ни шампионат ни домаћи куп.
| Победник Суперкупа 2012. |
| ------------------------ |
|                          |
| Видеотон Друга титула    |

## Место одигравања утакмице
Мађарски фудбалски савез саопштио је 11. јуна да ће се утакмица играти на стадиону Шошто у Секешфехервару. Стадион је други пут био домаћин Суперкупа, први пут 2006. године.

## Учесници
Два учесника Суперкупа су били Дебрецин ВШК и Видеотон. Фудбалери Дебрецина освојили су шесту лигашку титулу 2012. године, а пети пут су освојили и Куп Мађарске, у финалу против МТК Будимпеште.
Тим Секешфехервара је трећи пут у својој историји завршио као другопласиране у првој лиги Мађарске.

## Утакмица

### Детаљи
| Дебрецин                                                 | 1 : 1    | Видеотон                                                              |
| -------------------------------------------------------- | -------- | --------------------------------------------------------------------- |
| Боді 3’                                                  | Извештај | Ковач 72’                                                             |
| Пенали                                                   |          |                                                                       |
| Петер Сакаљ · Михаљ Корхут · Ибрахима Сидибе · Адам Боди | 3 : 5    | Немања Николић · Никола Митровић · Адам Ђурчо · Браки · Марко Канеира |

| Дебрецин | Видеотон |

|               |    |                 |     |     |
|               |    |                 |     |     |
| В             | 45 | Ненад Новаковић |     |     |
| З             | 4  | Дајан Шимац     |     |     |
| З             | 17 | Норберт Месарош |     |     |
| З             | 28 | Золтан Нађ      |     |     |
| З             | 69 | Михаљ Корхут    | 57’ |     |
| ПЗ            | 33 | Јожеф Варга     | 66’ |     |
| ПЗ            | 15 | Ласло Резеш     |     | 85’ |
| ПЗ            | 55 | Петер Сакали    |     |     |
| ПЗ            | 27 | Адам Боди       | 74’ |     |
| Н             | 70 | Тамаш Кулчар    | 53’ | 77’ |
| Н             | 39 | Адамо Кулибали  |     | 67’ |
| резерве:      |    |                 |     |     |
| В             | 87 | Иштван Верпеш   |     |     |
| З             | 8  | Балаж Николов   |     |     |
| З             | 18 | Петер Мате      |     |     |
| ПЗ            | 6  | Петер Цвитковић | 88’ | 77’ |
| ПЗ            | 10 | Балаж Фаркаш    |     | 85’ |
| Н             | 20 | Јаник Мбенгоно  |     |     |
| Н             | 26 | Ибрахима Сидибе |     | 67’ |
| Тренер:       |    |                 |     |     |
| Елемер Кондаш |    |                 |     |     |

|             |    |                  |       |     |
|             |    |                  |       |     |
| В           | 27 | Младен Божовић   |       |     |
| З           | 30 | Роланд Шолноки   |       | 57’ |
| З           | 3  | Пауло Винициус   |       |     |
| З           | 4  | Марко Канејра    |       |     |
| З           | 22 | Стопира          |       | 71’ |
| ПЗ          | 26 | Балаж Тот        |       | 46’ |
| ПЗ          | 14 | Никола Митровић  | 87’   |     |
| ПЗ          | 77 | Адам Ђурчо       |       |     |
| ПЗ          | 11 | Ђерђ Шандор      |       |     |
| ПЗ          | 29 | Валтер Фернандез |       |     |
| Н           | 9  | Шандор Торгхеле  | 90+1’ |     |
| Резерве:    |    |                  |       |     |
| В           | 12 | Томаш Тујвел     |       |     |
| З           | 2  | Алваро Браки     | 57’   |     |
| З           | 21 | Адријан Секереш  |       |     |
| ПЗ          | 70 | Иштван Ковач     | 46’   |     |
| ПЗ          | 88 | Жолт Харасти     |       |     |
| Н           | 8  | Милан Перић      |       |     |
| Н           | 17 | Немања Николић   | 71’   |     |
| Тренер:     |    |                  |       |     |
| Пауло Соуза |    |                  |       |     |